# 소련의 홋카이도 침공 계획
소련의 홋카이도 침공 계획은 1945년 8월 소련이 일본 열도의 4개 섬 중 최북방 섬인 홋카이도를 침공하러 했던 계획이다. 미국의 반대와 소련 최고사령부 사이 논쟁으로 침공 개시일 전에 작전이 취소되었다.

## 배경
제2차 세계 대전 말기 소련은 이오시프 스탈린이 테헤란과 얄타 회담에서 합의한 바와 같이 일본에게 선전포고하였다. 소련의 선전포고는 8월 15일 일본이 항복하는 데 중요한 요인이었다. 미국을 비롯한 타 연합군은 일본의 항복과 동시에 적대행위를 중단하였지만, 스탈린은 더 많은 일본 영토를 점령하기 위해 계속 싸워:28 소련이 일본을 점령할 수 있도록 협상장에서 우위를 차지하라고 지시했다.:156
붉은 군대는 사할린섬의 남쪽 절반을 성공적으로 점령했다. 사할린섬은 1905년 러일전쟁 당시 일본이 사할린을 침공하여 이후 일본과 러시아 제국이 남북으로 분할 통치하기로 합의하여 1945년까지 남쪽은 일본이 가라후토청이라는 이름으로 통치하고 있었다. 일본이 항복한 지 3일 후인 8월 18일에는 소련이 쿠릴 열도를 상륙, 침공하여 점령했다.
사할린과 쿠릴 열도 점령 계획을 세우는 동안 소련은 새로운 영토를 확보하기 위해 홋카이도, 혹은 최소한 오호츠크해와 접한 홋카이도 일부 지역을 점령할 필요가 있다고 생각했다. 하지만 포츠담 회담에서는 전후 일본이 홋카이도, 혼슈, 규슈, 시코쿠 4개 일본 열도를 통제한다고 명시했다. 따라서 소련이 홋카이도를 합병하거나 점령하러 시도했으면 다른 연합국이 격렬하게 반발했을 것이다.:155–156

## 계획 수립
소비에트 연방원수 알렉산드르 바실렙스키는 홋카이도의 작고 외딴 항구도시인 루모이시에 상륙:156–157하여 루모이시-구시로시 북단의 홋카이도 북쪽 절반을 점령한다는 계획을 세웠다. 제87 소총병 군단의 2개 소총병 사단이 동원될 예정이었다. 사할린 침공을 지원했던 공군 및 해군부대도 투입될 예정이었다. 훌라 계획 동안 미국이 소련에 함선을 빌려주었지만 그럼에도 소련 해군은 사할린에서 2개 사단을 한꺼번에 수송할 수 있는 충분한 수송선이 없어 2번 왔다갔다 하는 방식으로 작전을 수립했다. 이반 유마셰프 제독은 8월 24일 오전 5시에 루모이항에 상륙하기로 계획하였다.
소련 최고사령부는 병참 준비는 계속하지만 본부의 명시적인 허가 지시 없이 침공을 시작해선 안 된다고 명령하였다.

## 작전 취소
미국의 대통령 해리 S. 트루먼은 전후 소련이 점령했던 사할린섬과 쿠릴 영토를 소련이 합병하는 데는 동의했지만, 소련의 홋카이도 야욕은 단호하게 반대하였다. 포츠담 회담에서 일본 본토는 소련이 아닌 미국의 더글러스 맥아더 장군이 완전히 점령하기로 되어 있었고, 트루먼 대통령은 일본의 점령에 소련이 개입하는 것을 절대 반대하였다. 게다가 소련 최고사령부 내에서 홋카이도 침공 계획이 비현실적이고 성공 가능성이 낮으며 얄타 회담의 내용을 위반할 것이라는 우려도 나왔다.:155–156
침공 계획은 작전 개시 예정일 이틀 전인 8월 22일 취소되었고 소련군은 쿠릴 열도 전역을 점령하는 데 집중하였다.

## 분석
역사학자들은 대부분 소련이 홋카이도 침공에 성공했을 가능성을 낮게 보고 있다. 소련군의 수송선도 적고, 지상군도 적으며, 소련군의 상륙에 대항한 가미카제 전투기 등 일본 공군력의 개입 가능성 때문이다. 쿠릴 열도 침공 당시 소련군은 숨슈섬 전투에서 큰 피해를 입었고, 역사학자들은 홋카이도 침공에서도 비슷한 문제가 발생했을 것이라고 보고 있다.
역사학자 데니스 장그레코는 일본군이 항복한 후에도 공격에는 격렬하게 저항했을 것이며, 소규모로 성급하게 집결한 소련군은 일본군에게 쉽게 대항할 수 없었을 것이라고 주장했다. 소련은 일본이 이미 항복한 후에는 상륙 시도에 저항하지 않을 것이라 판단했기 때문에 일부 점령에는 4개 야전군보다 훨씬 적은 2개 사단만 동원했는데, 게오르기 주코프 원수는 완전 정복에는 12개 사단 정도가 필요할 것이라고 추정했다.:155–156 하지만 일본군이 항복한 지 3일 후에 일어난 숨슈섬 전투에서 맹렬히 저항하자 소련군은 일본군이 저항하지 않을 것이라는 추정을 재고했다.:158
역사학자 리차드 B. 프랭크는 소련군의 수송능력과 항공 엄호력은 매우 부족했지만 일본군의 방어가 소련군보다는 남쪽으로 올라오는 미군을 막기 위해 집중되어 있어 소련군의 작전이 성공할 수 있을 것이라고 주장하고 있다.

## 같이 보기
- 소련의 남사할린 침공
- 소련의 쿠릴 열도 침공
- 일본의 남사할린과 쿠릴 열도 철수 작전
- 몰락 작전 - 미군의 일본 본토 침공 계획
- 구름의 저편, 약속의 장소